# این بهترین لحظه زندگی‌شان بود

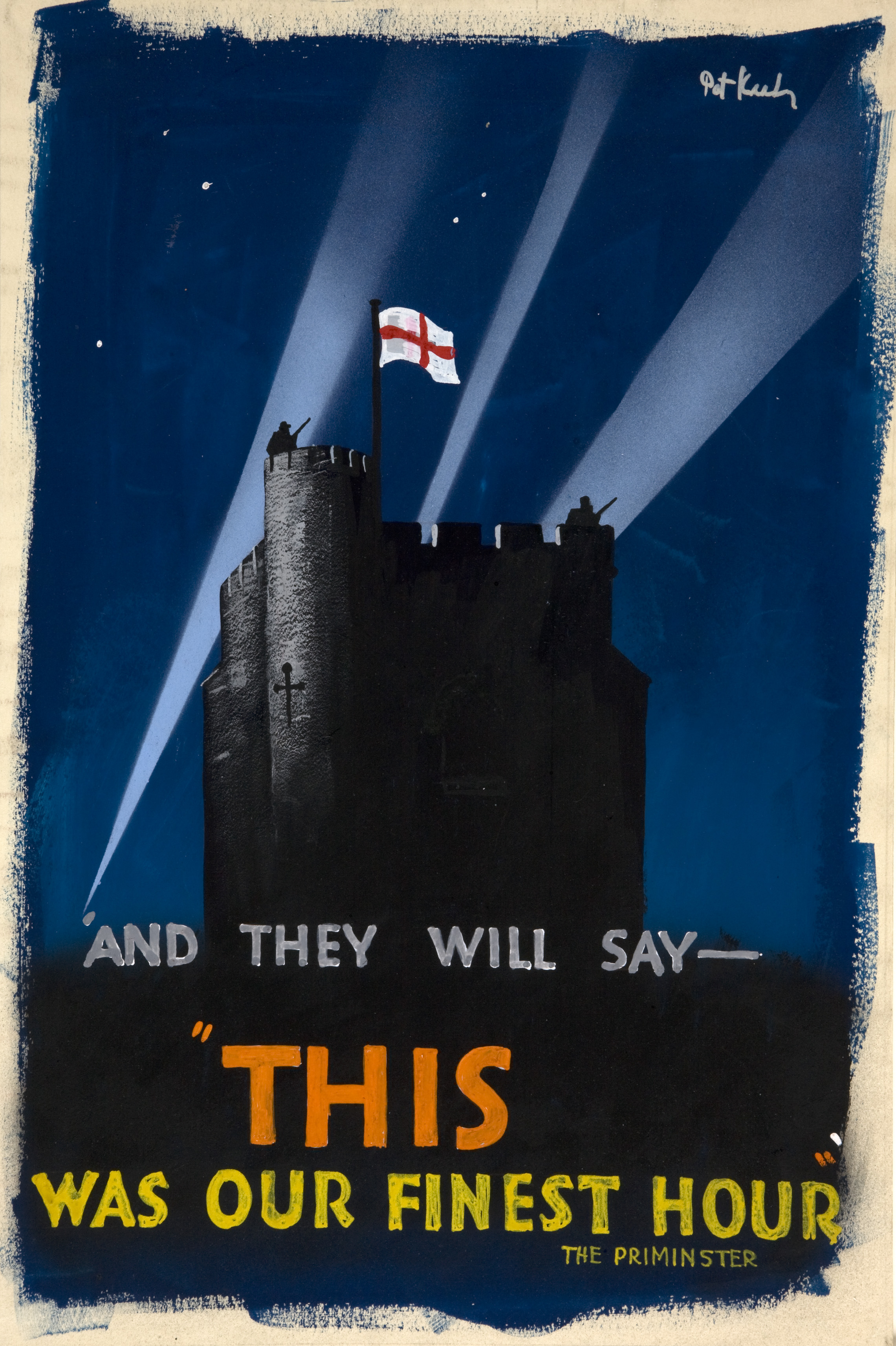
پوستری که توسط پت کیلی برای دولت بریتانیا در طول جنگ جهانی دوم ساخته شده است که به سخنرانی وینستون چرچیل اشاره دارد.

«این بهترین لحظه زندگی‌شان بود» (به انگلیسی: This was their finest hour) عنوانی است که معمولاً به سخنرانی وینستون چرچیل در مجلس عوام پارلمان بریتانیا گفته می‌شود که در ۱۸ ژوئن ۱۹۴۰ انجام شد. این سخنرانی بیش از یک ماه پس از آن ایراد گردید که او در رأس دولت ائتلافی فراحزبی عهده‌دار سمت نخست‌وزیری بریتانیا شد.
این سومین سخنرانی او بود که (تقریباً) در دورهٔ نبرد فرانسه ایراد کرد.
1. سخنرانی «خون و رنج و اشک و عرق» در ۱۳ ماه مه که ۳ روز پس از شروع حملات آلمان به غرب ایراد شد؛ نخستین سخنرانی وی خطاب به مجلس در قامت نخست‌وزیر که تشکیل دولت ائتلافی فراحزبی را با عزمی سخت برای مبارزه تا حصول پیروزی نهایی گزارش داد.
2. سخنرانی «در سواحل خواهیم جنگید» در ۴ ژوئن که طی آن گزارش از موفقیت آلمان در اشغال هلند، بلژیک و فرانسه تا شمال رودخانهٔ سم و تخلیهٔ نیروهای اعزامی بریتانیا از دونکرک و آماده‌سازی بریتانیا برای ادامهٔ مبارزه- حتی به تنهایی - داد.
3. این سخنرانی پس از درخواست فرانسه برای آتش‌بس در شب ۱۶ ژوئن در مجلس عوام انجام شد.

## بخش پایانی سخنرانی
| « | ... وقایع هرگونه که در فرانسه رقم بخورد چه این دولت در فرانسه بماند چه دولت دیگری در فرانسه روی کار آید، ما در این جزیره و در امپراتوری بریتانیا هرگز حس دوستی خود را با مردم فرانسه از دست نخواهیم داد. اگر اکنون نوبت به ما رسیده تا رنج و مشقتی را که آنان کشیدند تاب آوریم، از رشادت آنان سرمشق می‌گیریم و اگر پیروزی نهایی پاداش رنج‌های ما را بدهد آنان نیز در منفعت‌های آن سهیم خواهند بود، آری؛ و آزادی به تمام ملل باز خواهد گشت. ما ذره‌ای از خواسته‌های به‌حق خود عقب نخواهیم نشست: مردم چک، لهستان، نروژ، هلند، بلژیک، تمام ملت‌هایی که آرمان خود را با آرمان ما پیوند زنده‌اند به وضع گذشته بازخواهند گشت. چیزی که ژنرال ویگان آن را نبرد فرانسه می‌خواند تمام شده‌است… نبرد بریتانیا در شرف آغاز است. بقای تمدن مسیحی در گرو این نبرد است. زندگی ما مردم بریتانیا و تداوم دیرین سنت‌های ما و امپراتوری مادر گرو آن است. به زودی تمام خشم و توان دشمن لاجرم متوجه ما خواهد شد. هیتلر می‌داند که یا باید ما را در این جزیره درهم شکند یا در جنگ شکست بخورد. اگر بتوانیم جلوی او ایستادگی کنیم، شاید تمام اروپا آزاد گردد و شاید زندگانی جهانیان به سوی سرزمین‌های مرتفع گسترده و آفتابی پیش رود. اما اگر شکست بخوریم، آن‌گاه تمام دنیا، از جمله ایالات متحده، از جمله هر آنچه می‌شناسیم و برایمان عزیز است، در ورطهٔ دوران تاریک جدیدی غرق خواهد شد که زیر سایهٔ علم منحرف، دورانی پلیدتر و شاید طولانی‌تر شده‌است. پس بیایید خود را برای وظایفمان مهیا کنیم، و خود را چنان نیرومند سازیم که اگر امپراتوری بریتانیا و کشورهای مشترک‌المنافع آن هزار سال دیگر پابرجا باشد، مردم هنوز هم بگویند: «این بهترین و پرافتخارترین لحظات زندگی‌شان بود». | » |